# Ceropegia galeata
Ceropegia galeata är en oleanderväxtart som beskrevs av H. Huber. Ceropegia galeata ingår i släktet Ceropegia och familjen oleanderväxter. Inga underarter finns listade i Catalogue of Life.